# さむかわ中央公園

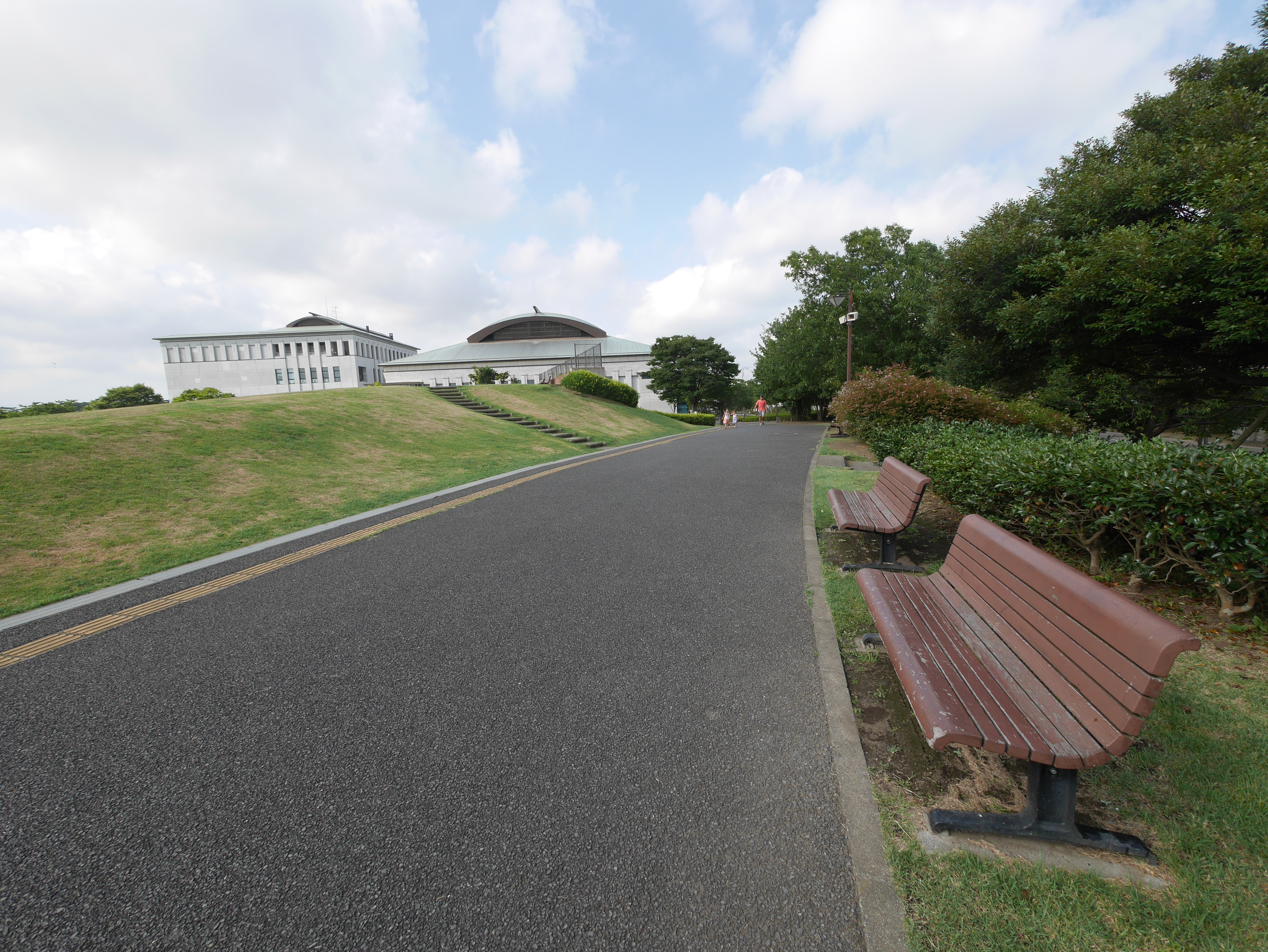
左が築山。奥に見えるのは寒川総合体育館。

さむかわ中央公園（さむかわちゅうおうこうえん）は神奈川県高座郡寒川町にある都市公園（地区公園）である。

## 概要
さむかわ中央公園は、神奈川県高座郡寒川町の中央部に位置する公園であり、同一敷地内にある寒川総合体育館と共に整備された。町の中心に位置することから、様々なイベント等が開催される。

## 沿革
- 1993年（平成5年）10月29日 - 都市計画決定
- 1998年（平成10年）8月1日 - 一部開園
- 1999年（平成11年）4月1日 - 全面開園

## 施設
公園の中央には広大な芝生広場があり、東側に築山がある。築山からは、相模国一之宮である寒川神社の参道の松並木が見られ、晴天時には富士山や丹沢山系を眺望することができる。また、公園の南側をせせらぎが流れ、ビオトープ池も設置されている。この他、BMXやスケートボード等を楽しめるトラックを整備する予定である。
公園内には桜並木があり、満開時には「桜のトンネル」が形成され、寒川町を代表する桜の名所の一つとなっている。また、夜間にはライトアップされ夜桜も楽しむことができる。さらに、公園西側の神奈川県道46号相模原茅ヶ崎線の街路樹である松と桜のコントラストは、他には見られない特徴的な美しい景観を形成している。

## アクセス
最寄駅
- JR相模線：寒川駅

最寄IC
- 圏央道:寒川北IC

## 周辺
- 寒川神社（相模国一之宮）
- わいわい市寒川店（農販物直売所）

## 関連施設
- 寒川総合体育館